# Oxyagrion santosi
Oxyagrion santosi – gatunek ważki z rodziny łątkowatych (Coenagrionidae).